# Hải tặc Somalia

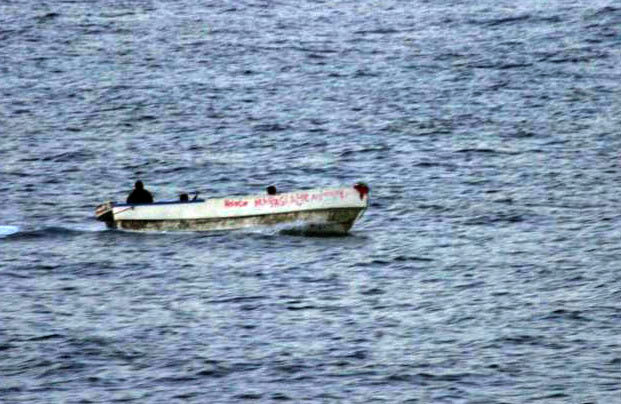
Một chiếc tàu bị nghi là của cướp biển trên Ấn Độ Dương gần Somalia. Sau khi bức ảnh được chụp, những thủy thủ trên tàu hải quân Mỹ nổ súng và chiếc tàu tình nghi cũng tấn công đáp trả. Một kẻ tình nghi đã thiệt mạng, còn 12 người khác bị bắt.

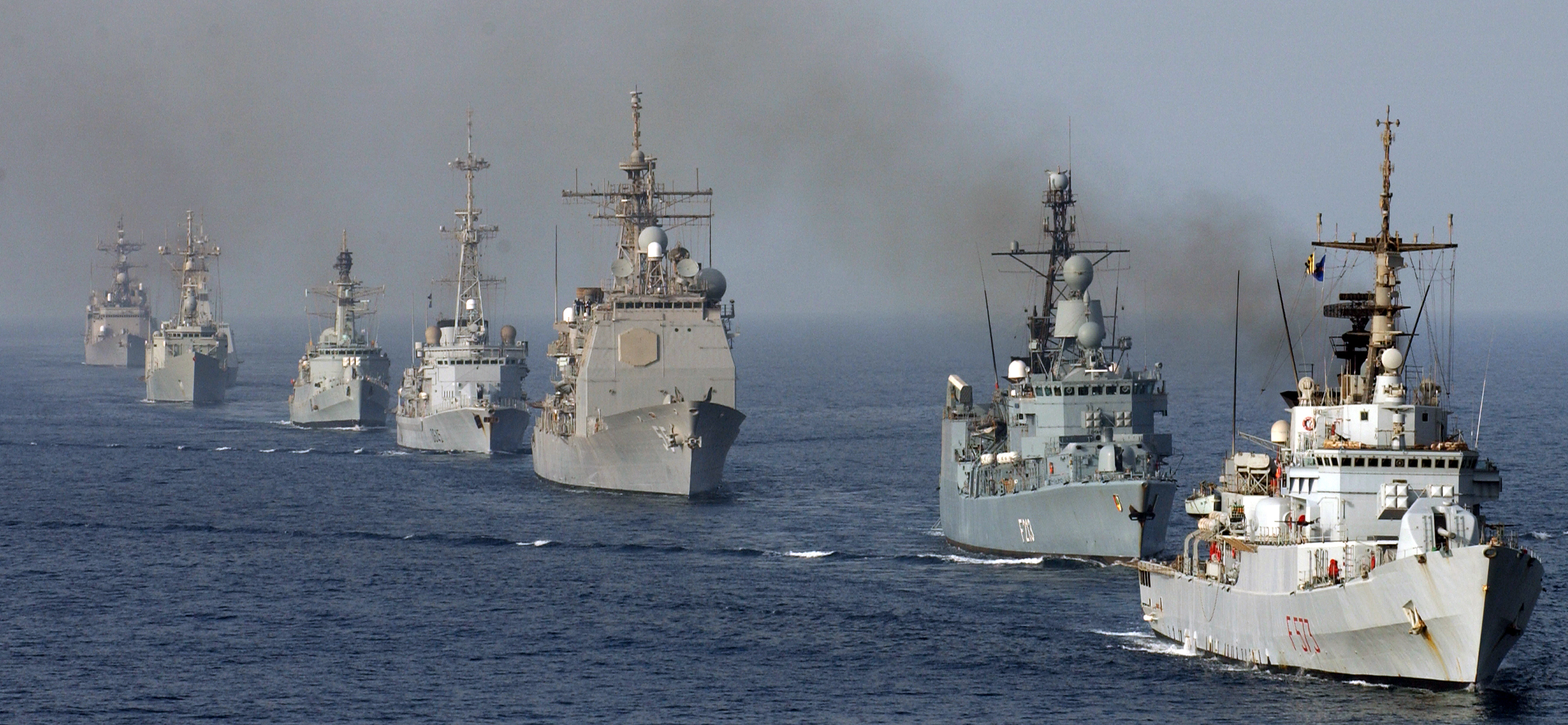
Đội tàu thuộc Lực lượng đặc nhiệm hỗn hợp 150 để chống cướp biển tại đây

Cướp biển tại vùng biển của Somalia bắt đầu trở thành mối đe dọa với những đoàn tàu vận tải quốc tế từ giai đoạn đầu cuộc nội chiến ở Somalia những năm đầu thập kỷ 90. Từ năm 2005, nhiều tổ chức quốc tế, trong đó có Tổ chức Hàng hải quốc tế (IMO) và Chương trình Lương thực Thế giới, đã nhiều lần bày tỏ lo ngại về sự gia tăng nạn cướp biển. Lược lượng đặc nhiệm hỗn hợp 150 (Combined task force 150), một lực lượng liên minh đa quốc gia, đã được nhận nhiệm vụ chiến đấu chống hải tặc tại Somalia. Tháng 5 năm 2008, một số chiến binh Hồi giáo thuộc nhóm phiến loạn Al-Shabaab, nhóm chống lại Chính phủ liên bang quá độ của Somalia, cũng đã từng tấn công chống hải tặc. Tháng 9 năm 2008, chính phủ Nga cũng tuyên bố sẽ sớm tham gia tích cực vào những nỗ lực của cộng đồng quốc tế nhằm phòng chống nạn cướp biển. Tuy nhiên, các chiến hạm của Hải quân Nga sẽ tiến hành nhiệm vụ này một cách độc lập.

## Lịch sử
Trong tình trạng bất ổn và chính phủ hoạt động một cách không hiệu quả, cộng với vị trí địa lý ở Sừng châu Phi, đã tạo điều kiện cho hoạt động cướp biển phát triển bắt đầu từ những năm đầu 1990. Kể từ khi nhà nước sụp đổ, tàu thuyền đánh cá bất hợp pháp trong lãnh hải Somalia hoạt động một cách công khai. Hải tặc lúc đầu thường làm công việc bảo kê trên biển, trước khi những thương gia và dân quân để mắt tới. Hoạt động của hải tặc từng có thời gian tạm thời dịu đi do sự phát triển của Hiệp hội Tòa án Hồi giáo năm 2006. Tuy nhiên, nó lại trở lại sôi động sau khi Ethiopia xâm lược Somalia vào tháng 12 năm 2006.
Một số hải tặc từng là ngư dân, những người này cho rằng những con tàu nước ngoài đang đe dọa đến ngành đánh cá ở vùng biển Somalia, vốn là sinh kế của họ. Sau này, khi việc kiếm lời từ việc cướp biển và đòi tiền chuộc quá lớn và dễ dàng, nhiều nhà chức trách còn bật đèn xanh cho hoạt động cướp biển, cũng như chia chác lợi nhuận với hải tặc. Cướp biển ở Somalia là một mối đe dọa cho vận chuyển quốc tế kể từ giai đoạn hai của cuộc Nội chiến Somali trong thế kỷ 21. Từ năm 2005, nhiều tổ chức quốc tế, bao gồm Tổ chức Hàng hải quốc tế và Chương trình Lương thực Thế giới, đã bày tỏ lo ngại về sự gia tăng các hành vi cướp biển. Nghề ăn cướp đã góp phần một sự tăng chi phí chuyển hàng và cản trở việc giao hàng các chuyến hàng viện trợ lương thực. Chín mươi phần trăm lương thực thế giới của Chương trình các lô hàng đến nơi bằng đường biển. Duy chỉ có một điều, trong hầu hết những vụ bắt cóc, những tên cướp đều không làm hại tù nhân, nhằm kiếm được những khoản tiền chuộc lớn hơn.
Chính phủ liên bang quá độ đã từng thực hiện một số nỗ lực chống lại nạn hải tặc, thỉnh thoảng còn cho phép tàu hải quân nước ngoài vào vùng lãnh hải. Tuy nhiên, nhiều khi, có những tàu hải quân nước ngoài săn đuổi hải tặc đã buộc phải vi phạm lãnh hải khi đám hải tặc đi vào vùng lãnh hải của Somalia. Chính phủ Puntland đã tiến hành hơn nữa các hoạt động loại trừ hải tặc, thể hiện trong những can thiệp.
Tháng 6 năm 2008, theo như lá thư của Chính phủ Liên bang quá độ (TFG) gửi Chủ tịch Hội đồng, yêu cầu sự giúp đỡ từ phía cộng đồng quốc tế trong nỗ lực theo dõi các hoạt động của hải tặc cũng như những vụ cướp có vũ trang đối với tàu thuyền trong vùng biển Somalia, Hội đồng Bảo an Liên Hợp Quốc đã nhất trí thông qua việc cho phép các quốc gia có cam kết với TFG được vào lãnh hải của Somalia thực hiện nhiệm vụ chống hải tặc. Phương sách được đưa ra bởi Pháp, Hoa Kỳ và Panama sẽ được duy trì 6 tháng. Nghị quyết này rất hãn hữu vì theo luật quốc tế nó vi phạm chủ quyền quốc gia. Pháp lúc đầu muốn nghị quyết này bao gồm cả một số quốc gia khác có những vấn đề về cướp biển, như Tây Phi, nhưng đã vấp phải sự phản đối của Trung Quốc, Việt Nam và Libya, những nước không muốn phổ biến hóa việc vi phạm chủ quyền, và nên chỉ giới hạn điều đó ở Somalia.

## Triệu chứng tại Somalia
Đối với nhiều người Somalia, đặc biệt là các thanh niên thất nghiệp, những rủi ro khi dấn thân làm cướp biển không là gì so với những hiểm nguy mà họ phải đối mặt hàng ngày tại đất nước nghèo đói, bị nội chiến tàn phá này. Tìm kiếm các hình ảnh chụp qua vệ tinh về làng cướp biển Eyl ở Somalia, những gì bắt gặp không phải là các dinh thự cùng hàng đống vũ khí mà là một số ít ngôi nhà đổ nát cùng hàng dãy thuyền méo mó nằm dọc bờ biển. Ngay cả ở đây, nơi cướp biển kiếm được hàng triệu Mỹ kim tiền chuộc, sự nghèo đói đến cùng cực hiện diện khắp mọi nơi và tình trạng bấp bênh là điều phổ biến. Tổng thống Mỹ Barack Obama tuyên bố cần phải kiểm soát nạn hải tặc Somalia. Tuy nhiên, sự chú ý của thế giới thường tập trung về phía đại dương trong khi những thách thức thực sự nằm trên bờ.
Những gì mọi người chứng kiến ở Vịnh Aden và phía tây Ấn Độ Dương chỉ là phần nổi của tảng băng các thách thức bên trong Somalia, một mạng lưới phức tạp đã trải rộng khắp đất nước này, khu vực và thế giới. Somalia là một trong những quốc gia nghèo đói nhất, bạo lực nhất và bất ổn nhất trên Trái đất. Quốc gia này thường xuyên hứng chịu hạn hán trầm trọng, còn người dân phải đối mặt với nạn đói và bạo lực hầu như hàng ngày. Đây không phải là tình trạng mới vì Somalia, đặc biệt là khu vực phía nam, đã lâm vào hoàn cảnh này từ nhiều năm qua. Điều mới là thế giới một lần nữa lại quan tâm tới những gì đang diễn ra ở đất nước đã sụp đổ này.
Người Somalia đã học cách sống trong những điều kiện mà nhiều người khác có thể từ bỏ. Đối mặt với các tai ương khủng khiếp, họ đã tạo nên những việc làm sinh lợi, hoạt động hoàn toàn trong lĩnh vực kinh tế không chính thống, xây dựng và duy trì các bệnh viện bằng số tiền mà các kiều dân tha hương gửi về nhà. Tuy nhiên, những cư dân từng bị thế giới lãng quên, bị người khác biến bờ biển của mình thành nơi chôn vùi chất thải độc hại cũng như bị đám người ngoại quốc đánh cắp nguồn tài nguyên cá, lại gặp khó khăn trong việc giành sự chú ý khi các đại diện của thế giới đó bị bắt làm con tin đòi tiền chuộc. Và đối với nhiều người đã lớn lên trong sự bao vây của tình trạng bất ổn và máu đổ không ngừng thì bạo lực và nguy cơ chết chóc là những mối nguy thông thường. Vì lý do này, những nỗ lực hiện thời nhằm chống hải tặc từ ngoài khơi chỉ là đối phó với các triệu chứng. Chúng không giải quyết được các lý do tại sao những người trẻ tuổi sẵn sàng liều mạng để săn tìm tàu thuyền khắp đại dương.

## Đất nước chết chóc
Cướp biển thực chất là một vấn đề về luật pháp và trật tự. Tại Somalia, hầu như không có nhà chức trách thực thi nhiệm vụ của cảnh sát, vốn có thể giúp phá vỡ các hoạt động của hải tặc một cách hiệu quả. Điều đang thống trị ở Somalia là những vấn đề lớn hơn. Cuộc chiến tiếp diễn với lực lượng vũ trang Al Shabaab cực đoan kiểm soát Kismaayo và các vùng sâu hơn ở phía nam Somalia, không chỉ đe dọa an ninh quốc gia mà còn biến thủ đô Mogadishu trở thành một trong những nơi chết chóc nhất trên Trái đất.
Tổng thống Sheikh Sharif Sheikh Ahmad đứng đầu một liên minh tương đối rộng nhưng các đối thủ của ông có nhân lực, vũ khí, tiền và đang trong cuộc chiến cam go giành quyền kiểm soát đất nước. Khi chính phủ được quốc tế công nhận đang bận đấu tranh giành quyền kiểm soát thành phố thủ đô của riêng họ thì vấn đề chống lại bọn cướp biển dường như bị đặt ở vị trí ưu tiên thấp hơn. Ngay cả tại vùng bán tự trị Puntland ở đông bắc Somalia, nơi xuất phát của hầu hết các vụ tấn công của hải tặc, chính quyền địa phương cũng phải vật lộn với hàng loạt vấn đề.
Các con thuyền chở đầy những người tị nạn tuyệt vọng, chạy trốn chiến tranh ở Somalia rời bến hầu như mỗi ngày để tìm đường tới Yemen. Những kẻ buôn lậu thường vứt bỏ các "chuyến hàng người" của họ giữa biển khơi để tránh bị bắt giữ và để mặc họ chết chìm.

## Không cam kết
Somalia đã mất gần 20 năm trong tình trạng nội chiến. Các đồng minh hay thay đổi, sự can thiệp của quốc tế và số lượng thanh niên thất nghiệp ngày càng tăng cũng như nguồn súng ống giá rẻ dồi dào đã đi ngược lại mọi xu thế hướng tới sự ổn định. Tại một quốc gia có thu nhập bình quân đầu người mỗi năm ước đạt khoảng 650 Mỹ kim (rất khó đưa ra các con số thống kê chính xác ở một đất nước hỗn loạn như Somalia) thì sức hấp dẫn của 10.000 Mỹ kim cho mỗi vụ cướp biển thành công rất khó cưỡng lại. Sự bất ổn thâm căn cố đế ở phần lớn đất nước này cùng những mối đe dọa sự sống hàng ngày đồng nghĩa với việc những rủi ro gắn liền với nghề hải tặc có thể được xem là ít tồi tệ hơn so với những gì người dân nơi đây.
Các thủ lĩnh cướp biển chẳng mấy khó khăn khi tuyển dụng người lấp đầy bất kỳ lỗ hổng nào trong thủy thủ đoàn của chúng. Trong bối cảnh này, một giải pháp dựa vào các hệ thống an ninh và súng ống sẽ không loại bỏ được tận gốc các nguyên nhân sâu xa của nạn hải tặc Somalia. Có nhiều cách mà các lực lượng hải quân trên khắp thế giới có thể thực thi để đối phó với những vấn đề của Somalia. Tuy nhiên, chừng nào quốc gia châu Phi bị đói nghèo và tình trạng vô chính phủ đeo bám này còn nằm bên cạnh một tuyến đường giao thương hàng hải giàu có, thì nạn hải tặc sẽ vấn tiếp diễn.
Đã quá lâu rồi, thế giới bên ngoài luôn đánh giá Somalia dựa trên các nguy hiểm đối với an ninh của riêng họ. Các tên lửa mục tiêu và sự can thiệp đã được sử dụng để loại bỏ những cá nhân hay tổ chức gây nguy hiểm. Tuy nhiên, cộng đồng quốc tế không có những cam kết thực sự về các vấn đề phát triển và chính trị, khiến các hiểm họa cắm rễ ở Somalia. Nếu có một giải pháp đối với vấn đề cướp biển, đó có thể là một cam kết sâu rộng hơn, sáng tạo hơn dành cho Somalia. Nạn hải tặc là cái khó của các nước trên thế giới và là tai họa của các thủy thủ. Nhưng đối với hàng triệu người Somalia, các vấn đề tại mảnh đất quê hương họ mới thực sự là thảm họa.